# 學園度假村！
《學園度假村！》（日语：すくりぞ!）是日本漫畫家らぐほのえりか的四格漫畫作品，芳文社出版，於芳文社雜誌《Manga Time Kirara MAX》2015年10月號連載至2017年12月号。共出版2冊單行本，台灣尖端出版已出版1冊。

## 登場角色
金谷寢子
喜歡睡覺，而且是走到哪睡到哪的女孩。
椿山蒼
寢子的兒時玩伴。
大谷丹生
最先住在值班室的人。擅長吐槽。
滿田凜
理事長的孫女。

## 出版書籍
| 集數 | 芳文社         | 芳文社                 | 尖端出版      | 尖端出版               |
| 集數 | 發售日期       | ISBN                   | 發售日期      | ISBN                   |
| ---- | -------------- | ---------------------- | ------------- | ---------------------- |
| 1    | 2016年10月27日 | ISBN 978-4-8322-4762-8 | 2017年9月18日 | ISBN 978-957-10-7661-4 |
| 2    | 2017年11月27日 | ISBN 978-4-8322-4896-0 |               |                        |

## 外部連結
- 作者个人主页（页面存档备份，存于）（日語）